# 南極洲名稱諮詢委員會
南極洲名稱諮詢委員會（英語：Advisory Committee on Antarctic Names，簡稱：ACAN或US-ACAN）是美國地名委員會的諮詢委員會，負責引薦南極洲地理特徵的名稱。美國不承認南極洲內的領土邊界，因此南極洲名稱諮詢委員會將適時與其他國家命名機構協商，為南極大陸任何地理特徵指定名稱。該委員會根據申請的優先級、適當性以及使用程度的確定程度，制定公佈的命名政策。